# لئو پیروزیان
لئو آرامی پیروزیان (ارمنی: Լև Արամի Փիրուզյան؛  زادهٔ ۱۶ ژوئیهٔ ۱۹۳۷ - درگذشته ۴ اکتبر ۲۰۱۳) زیست‌فیزیکدان اهل ارمنستان بود.

## زندگی‌نامه
وی در ۱۶ ژوئیهٔ ۱۹۳۷ به دنیا آمد و از دانشگاه پزشکی دولتی ایروان فارغ‌التحصیل گشت. آرام پیروزیان پدر وی بود. وی عضو آکادمی علوم روسیه و آکادمی علوم اتحاد شوروی بود وی همچنین برندهٔ جوایزی همچون نشان انقلاب اکتبر (۱۹۸۱)، نشان پرچم سرخ کار (۱۹۷۵)، نشان درجه ۴ لیاقت میهن‌پرستی (۱۹۹۷)، نشان درجه ۳ لیاقت میهن‌پرستی (۲۰۰۲)، نشان درجه ۲ لیاقت میهن‌پرستی (۲۰۰۸)، مدال طلای نمایشگاه دستاوردهای اقتصاد ملی و جایزه دولتی اتحاد شوروی شده است. وی در ۴ اکتبر ۲۰۱۳ در سن ۷۶ سالگی در مسکو درگذشت و در گورستان ترویکوروفسکوی به خاک سپرده شد.

## یادداشت
1. ↑  բժշկական գիտությունների դոկտոր
2. ↑  Ն. Ն. Սեմյոնովի անվան քիմիական ֆիզիկայի ինստիտուտ